# Nusalala cubana
Nusalala cubana is een insect uit de familie van de bruine gaasvliegen (Hemerobiidae), die tot de orde netvleugeligen (Neuroptera) behoort. 
Nusalala cubana is voor het eerst wetenschappelijk beschreven door Hagen in 1886.